# Aenictus wiwatwitayai
Aenictus wiwatwitayai (лат.) — вид муравьёв-кочевников из рода Aenictus. Юго-Восточная Азия (Таиланд, Nakhon Ratchasima Prov., Sakaerat Environmental Research Station). Назван в честь таиландского мирмеколога Dr. Decha Wiwatwitaya (Ant Museum, Faculty of Forestry, Kasetsart University, Бангкок, Таиланд).

## Описание
Длина рабочих 2,0—2,05 мм. Голова, мезосома, петиоль и постпетиоль красновато-коричневые; брюшко и ноги желтовато-коричневые. От близких видов (Aenictus baliensis, Aenictus longicephalus и Aenictus minipetiolus) отличается следующими признаками: мезосома почти плоская дорсально или слабо выпуклая; субпетиолярный отросток слабый, с закруглённым задневентральным углом; базальный край мандибул слабо вогнут; передний край наличника вогнут; петиоль больше или такой же большой, как постпетиоль. Склон проподеума неглубоко вогнут, окружён ободком. Дорсальная поверхность проподеума в основном гладкая и блестящая, латеральная поверхность проподеума частично гладкая и блестящая; постпетиоь полностью гладкий и блестящий. Усики 10-члениковые. Голова и брюшко блестящие. Стебелёк между грудью и брюшком у рабочих состоит из двух члеников, а у самок и самцов — из одного (петиоль). Вид был впервые описан в 2013 году, а его валидный статус подтверждён в ходе ревизии, проведённой в 2023 году индийскими мирмекологами Таруном Дхадвалом и Химендером Бхарти (Department of Zoology and Environment Sciences, Punjabi University, Патиала, Индия). Включён в состав видовой группы Aenictus ceylonicus, крупнейшей среди всех групп рода Aenictus (в группе около 40 из примерно 200 всех его видов).